# Репрезентација Естоније у хокеју на леду
Хокејашка репрезентација Естоније представља национални тим у хокеју на леду који на међународној сцени представља државу Естонију.
Тим се налази под окриљем Савеза хокеја на леду Естоније (ест. Eesti Jäähoki Liit) који је пуноправни члан Међународне хокејашке федерације (ИИХФ) од 1935. године.

## Историја
Иако је естонски савез постао пуноправним чланом ИИХФ још 1935. сениорска репрезентација није активно учествовала на такмичењима светских првенстава. У периоду између два светска рата целокупна активност репрезентације сводила се на одигравање пријатељских утакмица са суседним земљама. Прву службену утакмицу селекција Естоније одиграла је против Финске у Хелсинкију 20. фебруара 1937. (забележивши и први пораз од 1:2). У истом периоду игране су и утакмице са селекцијама Летоније и Литваније (укупно 8 утакмица). Последњи меч у том периоду игран је у Каунасу 5. марта 1941. против селекције Литваније (победа од 2:0).
Први службени међународни такмичарски меч Естонија је одиграла у оквиру квалификација за светско првенство друге дивизије 1993. у Риги (од 6. до 8. новембра 1992). Забележена је једна победа (против Литваније 6:1) и један пораз (од домаћина Летоније са 3:6). Највећи успех је било 19. место на СП 1998. године (3. место на првенству групе Б). Репрезентација никада није успела да се квалификује на Олимпијски турнир.
На међународној сцени такмиче се и мушке селекције до 18 и до 20 година.

## Резултати на светским првенствима
На Светским првенствима селекција Естоније дебитовала је 1994. када је заузела прво место на такмичењу у групи Ц2 (укупно 28. место). Закључно са СП 2014. репрезентација је забележила 21 наступ на светским првенствима. Најбољи пласман остварен је на светском првенству 1998. када је освојено 19. место (3. место у групи Б).
- 1993. - Квалификације (2. место у групи Ц2)
- 1994. - 28. место (1. у групи Ц2)
- 1995. - 24. место (4. у групи Ц1)
- 1996. - 25. место (5. у групи Ц)
- 1997. - 23. место (3. у групи Ц)
- 1998. - 19. место (3. у групи Б)
- 1999. - 22. место (6. у групи Б)
- 2000. - 22. место (6. у групи Б)
- 2001. - 28. место (6. у дивизији I, група Б)
- 2002. - 29. место (1. у дивизији II, група А)
- 2003. - 22. место (3. у дивизији I, група А)
- 2004. - 22. место (4. у дивизији I, група Б)
- 2005. - 23. место (4. у дивизији I, група Б)
- 2006. - 24. место (4. у дивизији I, група Б)
- 2007. - 23. место (4. у дивизији I, група А)
- 2008. - 27. место (6. у дивизији I, група Б)
- 2009. - 31. место (2. у дивизији II, група А)
- 2010. - 29. место (1. у дивизији II, група Б)
- 2011. - 27. место (6. у дивизији I, група Б)
- 2012. - 29. место (1. у дивизији II, група А)
- 2013. - 28. место (6. у дивизији I, група Б)
- 2014. - 29. место (1. дивизији II, група А)

## Биланс са другим репрезентацијама
У таблици испод се налази историјат играња против других репрезентација (укључује службене утакмице на светским првенствима и олимпијским играма, закључно са крејем 2013)). Нису урачунати резултати остварени на Зимским Спартакијадама Совјетског Савеза.
| Репрезентација       | Ут  | Поб | Н  | Пор | ГД  | ГП  | ГР   |
| -------------------- | --- | --- | -- | --- | --- | --- | ---- |
| Финска               | 3   | 1   | 0  | 2   | 4   | 12  | -8   |
| Литванија            | 11  | 6   | 1  | 4   | 67  | 50  | +17  |
| Летонија             | 4   | 0   | 0  | 4   | 7   | 28  | -21  |
| Белгија              | 2   | 2   | 0  | 0   | 16  | 3   | +13  |
| Јужна Кореја         | 2   | 2   | 0  | 0   | 21  | 0   | +21  |
| Јужна Африка         | 2   | 2   | 0  | 0   | 42  | 1   | +41  |
| Хрватска             | 7   | 4   | 1  | 2   | 41  | 25  | +16  |
| Шпанија              | 4   | 3   | 0  | 1   | 26  | 9   | +17  |
| Белорусија           | 3   | 0   | 0  | 3   | 4   | 31  | -27  |
| Словенија            | 9   | 2   | 3  | 4   | 27  | 50  | -23  |
| Мађарска             | 6   | 2   | 2  | 2   | 26  | 26  | 0    |
| Кина                 | 6   | 5   | 0  | 1   | 60  | 17  | +43  |
| Румунија             | 10  | 8   | 0  | 2   | 28  | 19  | +9   |
| Казахстан            | 8   | 1   | 0  | 7   | 11  | 43  | -32  |
| Украјина             | 11  | 0   | 0  | 11  | 14  | 57  | -43  |
| Данска               | 9   | 1   | 2  | 6   | 19  | 26  | -7   |
| Јапан                | 2   | 0   | 1  | 1   | 5   | 9   | -4   |
| Холандија            | 8   | 5   | 1  | 2   | 36  | 26  | +10  |
| Норвешка             | 2   | 1   | 0  | 1   | 2   | 4   | -2   |
| Уједињено Краљевство | 6   | 3   | 0  | 3   | 19  | 31  | -12  |
| Пољска               | 12  | 1   | 1  | 10  | 24  | 59  | -35  |
| Аустрија             | 2   | 0   | 0  | 2   | 3   | 9   | -6   |
| Сједињене Државе     | 1   | 0   | 0  | 1   | 1   | 7   | -6   |
| Немачка              | 2   | 0   | 0  | 2   | 4   | 9   | -5   |
| Турска               | 1   | 1   | 0  | 0   | 24  | 0   | +24  |
| Аустралија           | 1   | 1   | 0  | 0   | 20  | 4   | +16  |
| Израел               | 2   | 3   | 0  | 0   | 34  | 5   | +29  |
| Италија              | 3   | 1   | 0  | 2   | 4   | 10  | -6   |
| Француска            | 4   | 1   | 1  | 2   | 7   | 19  | -12  |
| Бугарска             | 1   | 1   | 0  | 0   | 11  | 1   | +10  |
| Србија               | 2   | 1   | 0  | 1   | 9   | 7   | +2   |
| Исланд               | 3   | 3   | 0  | 0   | 29  | 4   | +25  |
| Северна Кореја       | 1   | 1   | 0  | 0   | 16  | 1   | +15  |
| Нови Зеланд          | 2   | 2   | 0  | 0   | 36  | 2   | +34  |
| Укупно: 34 тима      | 162 | 69  | 14 | 79  | 784 | 663 | +121 |